# Parafia Zmartwychwstania Pańskiego w Jacznie
Parafia Zmartwychwstania Pańskiego – parafia prawosławna w Jacznie, w dekanacie Sokółka diecezji białostocko-gdańskiej.
Na terenie parafii funkcjonują 2 cerkwie i 1 kaplica:
- cerkiew Zmartwychwstania Pańskiego w Jacznie – parafialna
- cerkiew Świętych Niewiast Niosących Wonności w Jacznie – cmentarna
- kaplica Narodzenia św. Jana Chrzciciela w Siderce – filialna

## Historia
Pierwsza kaplica prawosławna w Jacznie istniała już na początku XVI wieku. W 1846 we wsi wzniesiono drewnianą cerkiew parafialną pod wezwaniem św. Proroka Eliasza, w której umieszczono cudowną Jaczniańską Ikonę Matki Bożej napisaną w 1624 w Lipsku. Świątynia spłonęła 14 listopada 1985, wraz z całym wyposażeniem. W tym samym miejscu na początku lat 90. wzniesiono murowaną cerkiew pod wezwaniem Zmartwychwstania Pańskiego, konsekrowaną 2 sierpnia 1993.
W 1971 na cmentarzu prawosławnym w Siderce zbudowano kaplicę filialną pod wezwaniem Narodzenia św. Jana Chrzciciela.
22 sierpnia 1985 z terytorium parafii w Jacznie wydzielono parafię w Dąbrowie Białostockiej.

## Liczba wiernych i zasięg terytorialny
Do parafii należą, oprócz Jaczna, Harasimowicze, Grzebienie, Szostaki, Kudrawka, Siderka, Sidra, Podsutki, Potrubowszczyzna. W wymienionych wsiach w 2005 mieszkało 128 prawosławnych rodzin, w sumie 330 osób. Według innego źródła, w 2018 r. parafia liczyła 155 osób.

## Wykaz proboszczów
- Nikanor (Mikołaj Niesłuchowski)[5]
- 1959 – ks. Jan Sezonow
- 1959–1960 – ks. Józef Wojciuk
- 1971–1986 – ks. Anatol Konach
- 1986–1988 – ks. Stefan Jakimiuk
- 1988–2004 – ks. Władysław Masajło
- 2004–2013 – ks. Sławomir Jakimiuk
- 2013–2016 – ks. Piotr Omelczuk
- od 2016 – ks. Piotr Hanczaruk[6]

## Galeria

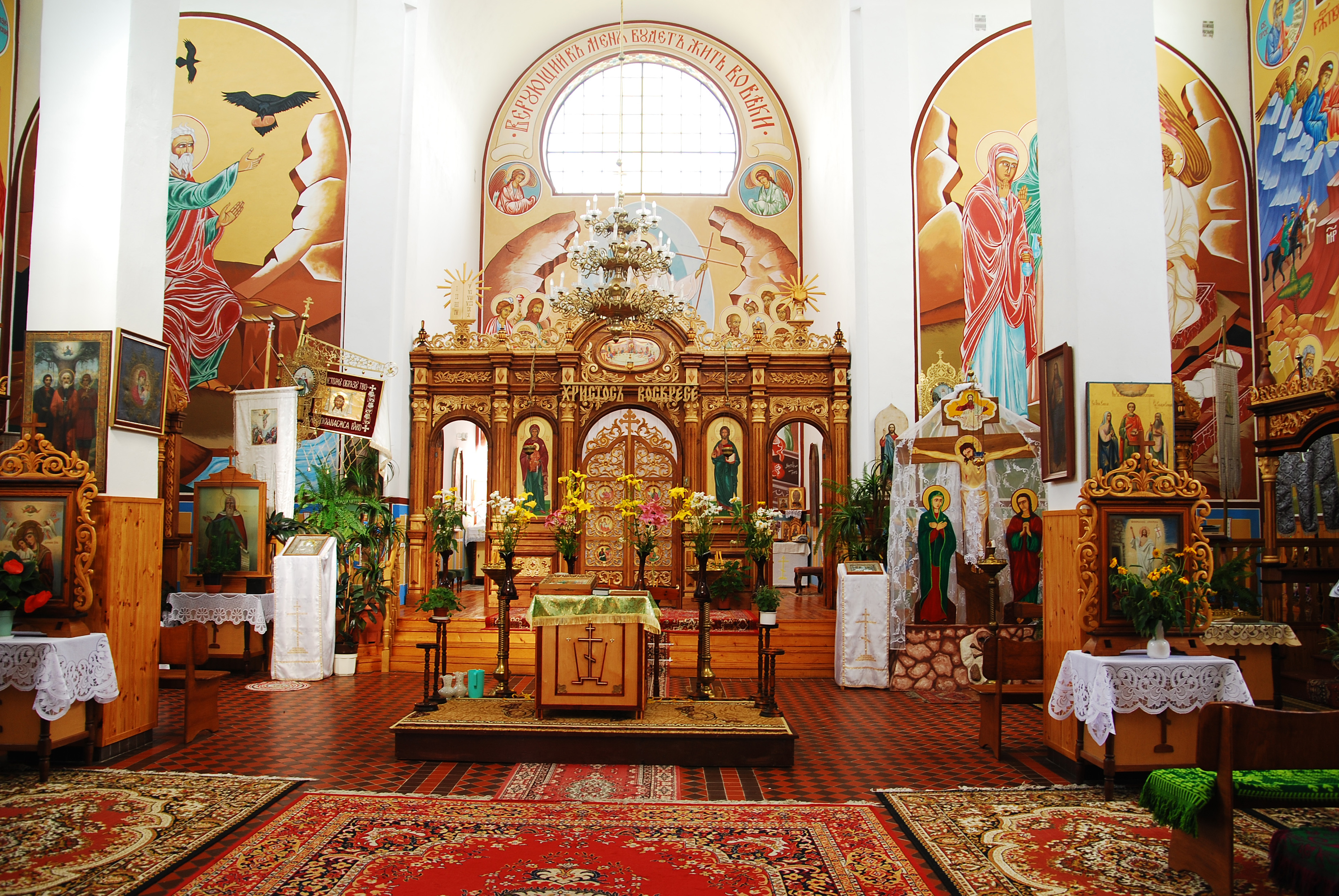
Wnętrze cerkwi parafialnej
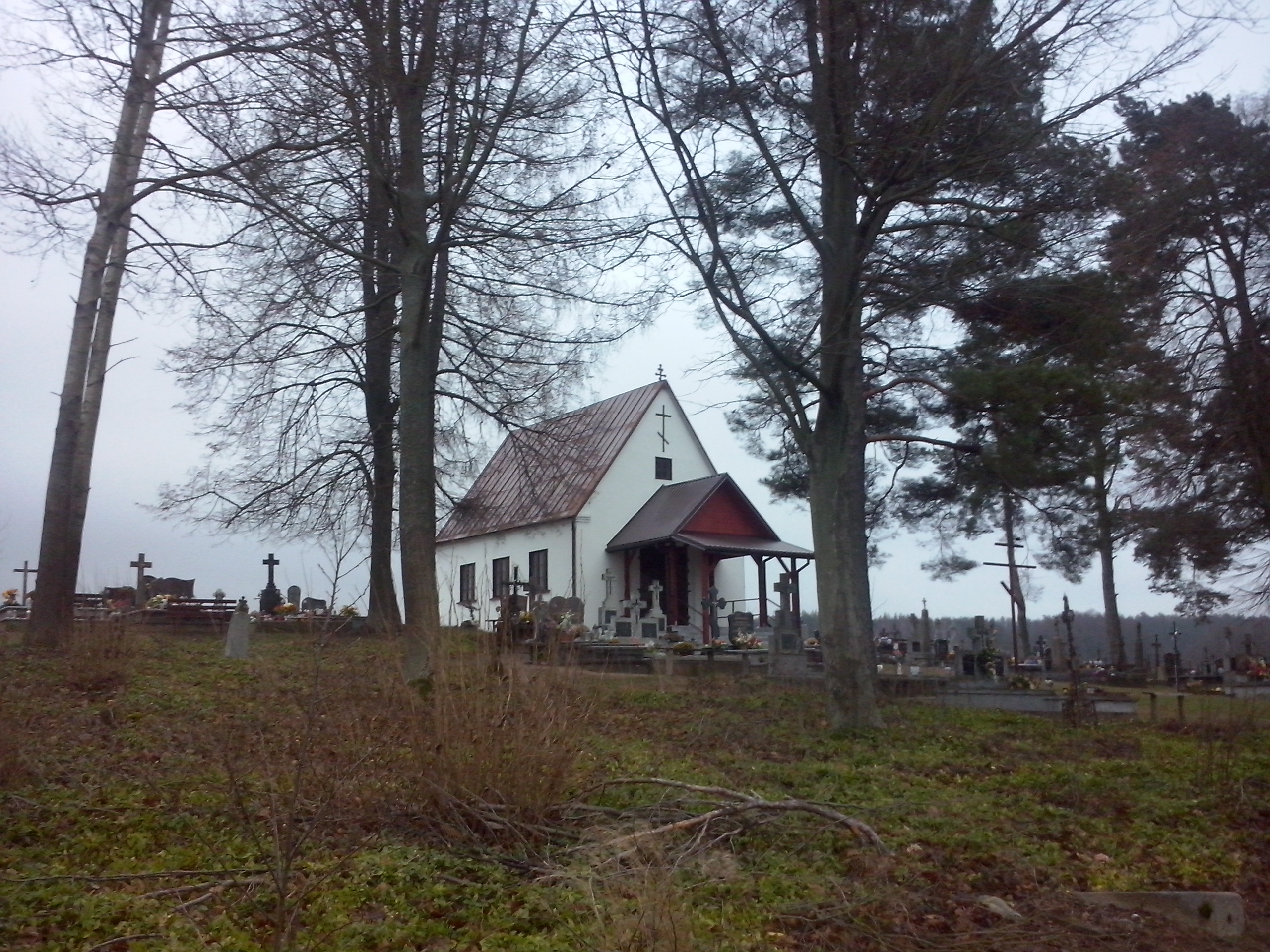
Kaplica Narodzenia św. Jana Chrzciciela w Siderce